# Oberwaldsee
Der Oberwaldsee ist ein als Baggersee entstandenes Stillgewässer in der Gemarkung Mörfelden der Stadt Mörfelden-Walldorf im Landkreis Groß-Gerau in Hessen.

## Geographie
Der Oberwaldsee liegt im Nordosten der Gemarkung Mörfelden. Er besteht aus dem nördlichen Oberwaldsee und dem südlichen Oberwaldsee.
Der nördliche See ist maximal circa 250 m lang und maximal circa 150 m breit. Die Wasserfläche beträgt etwa 3 ha. Der südliche See ist maximal circa 600 m lang und maximal circa 170 m breit. Die Wasserfläche beträgt etwa 8 ha. Die beiden Seen sind miteinander verbunden. Der Gesamtumfang beträgt circa 3 km.
Gespeist wird der Oberwaldsee durch Grundwasser und Regenwasser. Nördlich des Oberwaldsees befindet sich der Oberwald. Östlich des Sees befindet sich die Bundesautobahn 5. Am Südufer befindet sich die Bundesstraße 486 und das Truck Center Mörfelden. Westlich vom Oberwaldsee befindet sich der Schnepfensee und der 145 m hohe Oberwaldberg mit einer Deponiegas-Anlage.

## Fauna
Zu den Fischarten des Oberwaldsees zählen Aale, Barsche, Hechte, Schleien und Weißfische sowie Rotfedern, Giebel und Welse.

## Etymologie
Der Name Oberwaldsee bezieht sich auf den Oberwald.